# 第65独立機械化旅団 (ウクライナ陸軍)
第65独立機械化旅団（だい65どくりつきかいかりょだん、ウクライナ語: 65-та окрема механізована бригада）は、ウクライナ陸軍の旅団。西部作戦管区隷下。

## 概要

### ロシアのウクライナ侵攻
2022年4月1日、ロシアのウクライナ侵攻の影響に伴い、予備役部隊としてリヴィウ州で創設された。

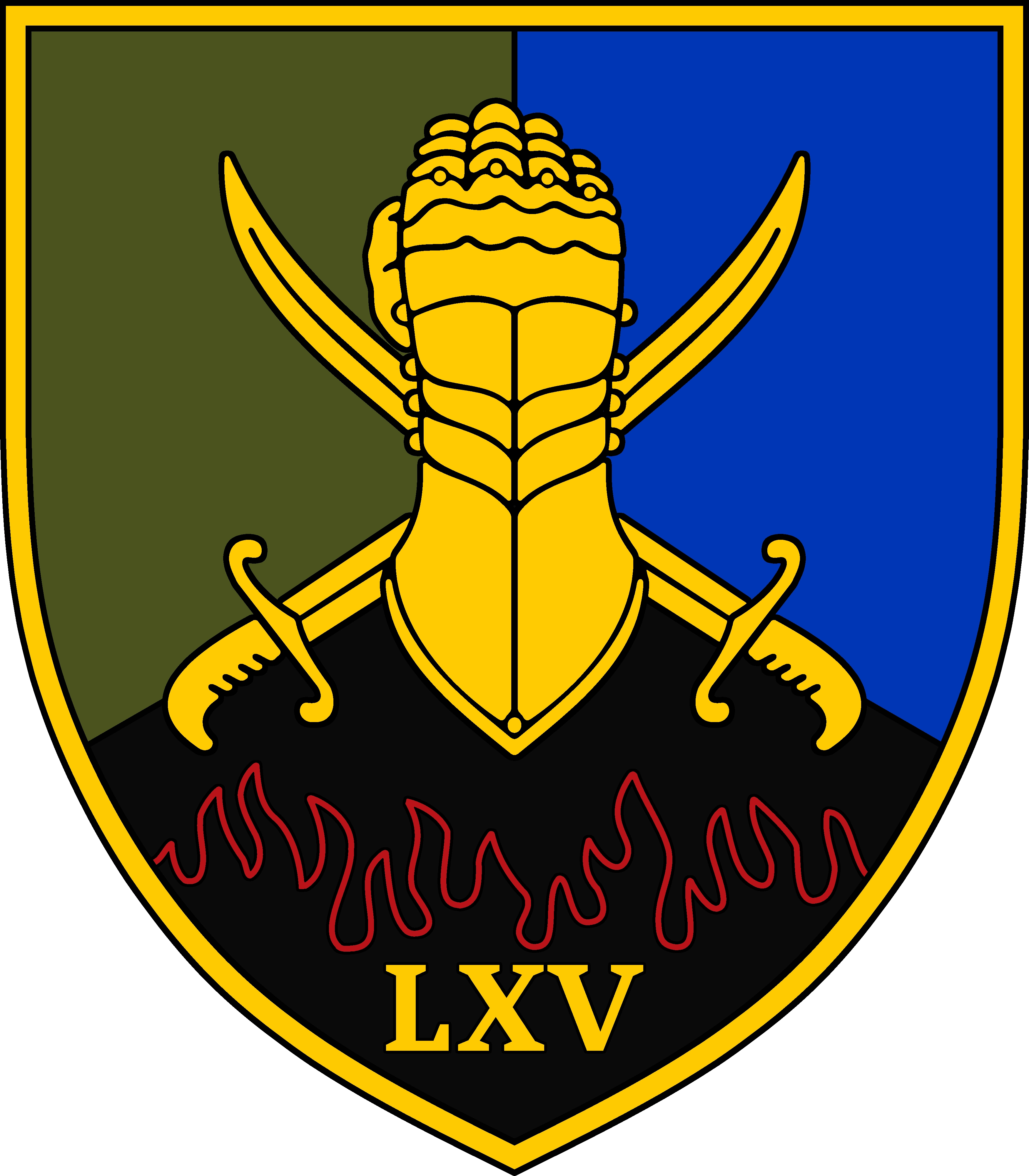
旧第65独立機械化旅団章

#### 南部・ザポリージャ戦線
2022年8月、南部ザポリージャ州ポロヒー地区に配備され、フリャイポレ方面を防御した。2023年6月に戦略予備としてオリヒウ方面、2024年2月にはロボティネ方面に展開した。
2024年12月20日、名誉称号「ヴェリキー・ラグ」を授与された。

## 編制
- 旅団司令部（スタリチ）
- 第1機械化大隊
- 第2機械化大隊
- 第3機械化大隊
- 戦車大隊
- 第7独立小銃大隊
- 第56独立小銃大隊
- 第57独立小銃大隊
- 旅団砲兵群
  - 本部中隊
  - 第1自走砲大隊
  - 第2自走砲大隊
  - ロケット砲大隊
  - 対戦車砲大隊
- 防空大隊

- 工兵大隊
- 整備大隊
- 兵站大隊
- 偵察中隊
- 電子戦中隊
- 通信中隊
- レーダー中隊
- NBC防護中隊
- 衛生中隊
- 無人機中隊 ローニン
- 無人機中隊 ドラゴンフライズ